# Архиепархия Патны
Архиепархия Патны (лат. Archidioecesis Patnensis) — архиепархия Римско-Католической церкви c центром в городе Патна, Индия. В митрополию Патны входят епархии Беттиаха, Бхагалпура, Буксара, Музаффарпура, Пурнии. Кафедральным собором архиепархии Патны является Собор Царица Апостолов. В городе Патна также находится сокафедральный Про-кафедральный собор святого Иосифа.

## История
С 7 февраля 1845 года по 1 сентября 1886 года город Патна была центром апостольского викариата Патны, который в 1886 году был присоединён к апостольскому викариату Аллахабада.
20 апреля 1892 года Святой Престол учредил апостольскую префектуру Беттиаха, выделив её из епархии Аллахабада. 19 мая 1893 года к апостольской префектуре была присоединена вся территория Непала.
10 сентября 1919 года Римский папа Бенедикт XV издал бреве In suprema Principis, которой присоединил город Аллахабад к апостольской префектуре Беттиаха. В этот же день епархия Беттиаха была переименована в епархию Патны, присоединив её к митрополии Калькутты.
19 сентября 1953 года епархия Патна вошла в митрополию Ранчи.
В следующие годы епархия Патны передала часть своей территории для возведения новых церковных структур:
- 3 августа 1956 года — апостольской префектуре Бхагалпура;
- 6 марта 1980 года — епархия Музаффарпура;
- 7 октября 1983 года — миссии Sui iuris Непала (сегодня — Апостольский викариат Непала).

16 марта 1999 года Римский папа Иоанн Павел II издал буллу Indicos intra fines, которой возвёл епархию Патны в ранг архиепархии.
12 декабря 2005 года архиепархия Патны передала часть своей территории для образования новой епархии Буксара.

## Ординарии архиепархии
- епископ Eugen Remigius Schwarz (1892 — февраля 1918);
- епископ Ludovico Van Hoeck (20.07.1920 — 15.02.1928) — назначен епископом Ранчи;
- епископ Bernardino Jaime Sullivan (15.01.1929 — 6.06.1946);
- епископ Augustine Francis Wildermuth (12.06.1947 — 6.03.1980);
- архиепископ Benedict John Osta (6.03.1980 — 1.10.2007);
- архиепископ William D’Souza (1.10.2007 — 9.12.2020, в отставке);
- архиепископ Sebastian Kallupura (9.12.2020 — по настоящее время).

## Источник
- Annuario Pontificio, Libreria Editrice Vaticana, Città del Vaticano, 2003, ISBN 88-209-7422-3
- Бреве In suprema Principis Архивная копия от 28 апреля 2011 на Wayback Machine, AAS 11 (1919), стр. 456  (лат.)
- Булла Indicos intra fines Архивная копия от 18 мая 2014 на Wayback Machine  (лат.)